# Stéphanie Yon-Courtin
Stéphanie Yon-Courtin (nascida em 28 de março de 1974) é uma advogada e política francesa do partido Renascimento (RE), que é membro do Parlamento Europeu desde 2019.

## Início de carreira
Depois de ter trabalhado anteriormente nos escritórios de advocacia Freshfields Bruckhaus Deringer e Allen &amp; Overy, Yon-Courtin trabalhou como consultora da Autoridade de Concorrência da França de 2007 a 2010.

## Carreira política
Com vista à eleição legislativa francesa de 2017, Yon-Courtin concorreu pelos republicanos em Calvados.
Desde que ingressou no Parlamento Europeu, Yon-Courtin tem participado na Comissão dos Assuntos Económicos e Monetários. Nessa qualidade, é relatora do parlamento para o direito da concorrência.
Além das suas atribuições nas comissões, Yon-Courtin preside à delegação do parlamento para as relações com o Canadá. É também membro do Intergrupo do Parlamento Europeu para os Mares, Rios, Ilhas e Zonas Costeiras e do grupo Membros do Parlamento Europeu Contra o Cancro.